# Ballwin
Ballwin är en stad i St. Louis County i Missouri och en av Saint Louis västra förorter. Vid 2010 års folkräkning hade Ballwin 30 404 invånare.